# Ana Lovrin
Ana Lovrin, hrvaška političarka in pravnica, * 2. december 1953, Zagreb.
Med letoma 2006 in 2008 je bila ministrica za pravosodje Republike Hrvaške.